# جوشوا وايت (فنان)
جوشوا وايت (بالإنجليزية: Joshua White)‏ هو فنان أمريكي، ولد في ديسمبر 1942.